# Spitzenprädator

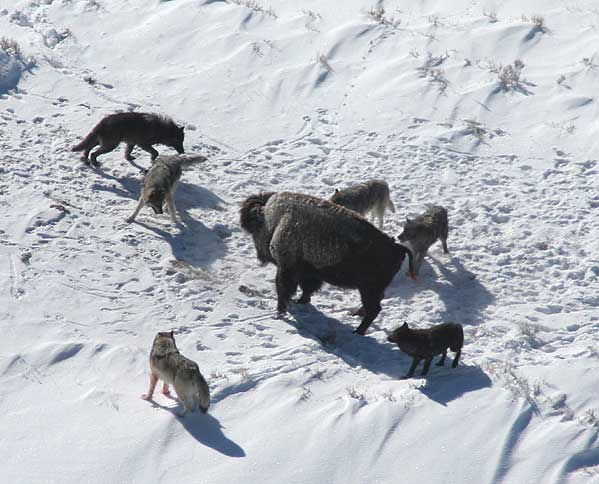
Der Wolf ist im Rudelverband auch bei der Jagd auf den viel größeren Amerikanischen Bison (Bison bison) erfolgreich.

Spitzenprädator, auch Spitzenräuber, Gipfelräuber, englisch auch apex predator (von lateinisch apex ‚Gipfel, Spitze‘), alpha predator, superpredator, top predator oder top-level predator genannt, ist in der Biologie die nicht streng definierte Bezeichnung für einen Carnivoren, der in einem Ökosystem an der Spitze der Nahrungspyramide steht. Er ist somit ein Prädator, der im Unterschied zum Mesoprädator zumindest als ausgewachsenes Individuum selbst keine Fressfeinde hat, gegebenenfalls jedoch Nahrungskonkurrenten. In ihren natürlichen Lebensräumen kommen sie im Allgemeinen in relativ geringer Populationsdichte vor.

## Systematische Zuordnung
In rezenten Ökosystemen wird die Position der Spitzenprädatoren typischerweise von Säugetieren besetzt. An Land gelten unter anderem die großen Katzen, Wölfe und Bären und im Meer große Zahnwale wie Pottwal und Schwertwal als Spitzenprädatoren. In der geologischen Vergangenheit stellten jedoch andere Organismengruppen die Spitzenprädatoren, beispielsweise große Kopffüßer oder Seeskorpione in den Meeren des Ordovizium und Silur oder große Dinosaurier aus der Gruppe der Theropoden auf dem Festland in Jura und Kreide. In isolierten terrestrischen Ökosystemen kann die Position des Spitzenprädators auch rezent ausschließlich von Reptilien eingenommen werden, wie  durch den Komodowaran auf einigen kleinen indonesischen Inseln.
Wird die Bezeichnung nur auf sehr kleinräumige, mehr oder minder abgeschlossene Teilökosysteme angewendet, sind die „Spitzenprädatoren“ häufig Wirbellose, in Kuhfladen zum Beispiel große räuberische Kurzflügelkäfer, in Saftflüssen von Bäumen räuberische Milben. Wird die Bezeichnung auf Gruppen von Individuen ausgedehnt, können Wirbellose auch in großem Maßstab eine Spitzenprädator-Position einnehmen, beispielsweise die Wanderameisen im tropischen Regenwald.

## Der Mensch als Spitzenprädator

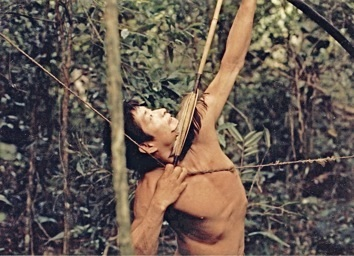
Ein zu den indigenen Völkern Südamerikas gehörender Aché zielt mit Pfeil und Bogen

Forschungen zur Ur- und Frühgeschichte zeigen zweifelsfrei, dass der Mensch über einen Großteil seiner Stammesgeschichte hinweg als Jäger und Sammler zu den Spitzenprädatoren in Lebensräumen, in denen sich auch andere Spitzenprädatoren aufhielten, gehörte. Seine Rolle unter den Spitzenprädatoren wie Bären, Großkatzen und Wölfen konnte der Mensch sich erst durch entwickelte Jagdwaffen sichern. Der Mensch war bis dahin selbst ähnlich gefährdet, wie es andere Menschenaffen nach wie vor sind.
Seit dem Beginn von Ackerbau und Viehzucht mit der Domestizierung vieler Tierarten wurde die Jagd zu einer von zwei Möglichkeiten, Wildbret und Fleisch von Haustieren als Nahrungsquellen zu nutzen. Für die Entwicklung effektiver Jagdstrategien war der Zusammenschluss des Menschen mit anfangs noch halbwilden gezähmten Wölfen als Jagdgefährten bedeutsam, wobei der hervorragende Geruchssinn und die instinktive Fähigkeit des Wolfs zur Kooperation als Rudeljäger zunehmend für eine gemeinsame Jagd mit dem Menschen genutzt wurde.
Die anfänglich nur geduldete, dann aber wirtschaftlich und auch religiös genutzte Haltung von Hunden (beispielsweise der altägyptische Gott Anubis in Hunde- oder Schakalgestalt) sind belegte Beispiele aus der Frühgeschichte.
Als Jäger nimmt der Mensch dahingehend eine Sonderrolle ein, dass sein Jagdverhalten große Unterschiede aufweist. Angepasst an die jeweiligen Umweltbedingungen und in Entsprechung zur jeweiligen Kultur werden einfache oder auch technisch hochentwickelte Jagdwaffen verwendet, um Tiere zu erlegen. Beispielsweise in Deutschland gelten für Jäger die Grundsätze der Waidgerechtigkeit, wohingegen bei Wilderei häufig nicht waidgerechte Jagdmethoden angewandt werden.
In Meeresökosystemen ist der Mensch erst vor vergleichsweise kurzer Zeit als Spitzenprädator eingedrungen.